# Инвестиционная группа Инсайт
Инвестиционная группа «Инсайт» (ООО Инвестиционная Группа «Инсайт», ИГ «Инсайт») — российская частная инвестиционная компания. Ранее бенефициарным владельцем выступал Авет Миракян, в конце 2024 года он полностью вышел из состава участников. Основной род деятельности - совершение сделок слияния и поглощения, привлечение средств и управление частным капиталом в России и странах СНГ.
В 2024 году ИГ «Инсайт» завершила процесс реструктуризации бизнеса. Из ООО Инвестиционная группа «Инсайт» было выделено ООО «Инсайт Лизинг», которому передано участие во всех лизинговых компаниях группы. Портфель активов «Инсайт Лизинг» на январь 2025 года включал в себя три российские лизинговые компании (ЛК) — «ДельтаЛизинг», «Флит Финанс» и «Флит Автолизинг», оператора проката автомобилей RexRent, белорусскую лизинговую компанию «Евротайм» .

## История компании
Компания «ИГ «Инсайт» была зарегистрирована 3 апреля 2018 года. Свою основную деятельность начала в августе 2022 года, после приобретения ее командой топ-менеджеров во главе с Аветом Миракяном, накануне ушедших из инвестиционного холдинга «ЭсЭфАй» (SFI) на фоне введения санкций против основного акционера этого холдинга Саида Гуцериева.

### Сделки слияния и поглощения
В октябре 2022 года ИГ «Инсайт» выкупила лизинговую компанию «Сименс финанс» у Siemens (о поиске немецким концерном покупателя на нее было объявлено еще в мае, среди претендентов, по информации СМИ, помимо «Инсайта», были структуры Экспобанка). Стоимость сделки составила 52 млрд рублей. Тогда же компания была переименована в «ДельтаЛизинг» и перезапустила бизнес.
В феврале 2023 года «Инсайт» приобрела 100% дочернюю компанию «Джон Дир Файненшл» у уходящей из России американской корпорации Deere&Comanpy. Стоимость сделки составила 36 млн долларов. В дальнейшем компания перезапустила бизнес под новым брендом Fleet Finance.
В апреле 2023 года инвестгруппа «Инсайт» выкупила у структур Siemens бизнес-центр «Легион II» (27 600 кв. м), расположенный на Большой Татарской улице в Замоскворечье в центре Москвы. ИГ намерена сдавать площади в аренду как своим дочерним компаниям группы, так и другим участникам рынка - планов развивать проекты на рынке недвижимости у холдинга нет, говорил его представитель.
В августе 2023 года ИГ «Инсайт» закрыла сделку по покупке компании по прокату автомобилей RexRent. Ранее компания работала в России под глобальными брендами Avis и Budget, переименование произошло в марте 2022 года.
Также в августе 2023 года инвестиционная группа «Инсайт» приобрела ООО «РНЛ Лизинг», лизинговую дочернюю компанию группы Renault.
В марте 2024 года инвестгруппа закрыла сделку по выкупу 91,6% доли в «Объединенной страховой компании».
В апреле ИГ «Инсайт» вышла на рынок стран СНГ, купив 80% в ООО Лизинговая компания «Евротайм», доля в 20% осталась у основателя и директора компании.

### Облигационные выпуски
Финансирование сделок группа «Инсайт» осуществляет как за счет собственных, так и за счет облигационных займов, размещаемых среди круга инвесторов по закрытой подписке.
В сентябре 2022 года группа разместила облигации на 53 млрд рублей, в марте 2023 года – на 11 млрд рублей.